# Remember the Time
"Remember the Time" là một bài hát của nghệ sĩ thu âm người Mỹ Michael Jackson nằm trong album phòng thu thứ tám của ông, Dangerous (1991). Nó được phát hành như là đĩa đơn thứ hai trích từ album vào ngày 14 tháng 1 năm 1992 bởi Epic Records. Bài hát được viết lời và sản xuất bởi Jackson và Teddy Riley với sự tham gia hỗ trợ viết lời từ Bernard Belle, và được thu âm tại Record One Studios vào tháng 3 năm 1991. "Remember the Time" là một nỗ lực thành công của Jackson trong việc tạo ra một thể loại nhạc mới mang tên new jack swing, với sự đồng hành của Riley. Đây là bài hát với xu hướng của dance, nổi bật với tiếng đàn piano và guitar, mang nội dung đề cập đến việc nhớ đến một mối tình đẹp.
Bài hát nhận được những phản ứng tích cực từ các nhà phê bình âm nhạc, trong đó họ so sánh nó với âm nhạc của album Off the Wall (1979). Về mặt thương mại, "Remember the Time" đứng đầu bảng xếp hạng ở New Zealand và lọt vào top 5 ở Canada, Pháp, Ireland, Hà Lan, Tây Ban Nha, Thụy Sĩ và Vương quốc Anh cũng như vuơn đến top 10 ở nhiều thị trường khác. Tại Hoa Kỳ, bài hát đạt đến vị trí thứ ba trên bảng xếp hạng Billboard Hot 100 và vị trí quán quân trên bảng xếp hạng R&B của Billboard. Nó đã giành được một giải thưởng Âm nhạc Mỹ cho Đĩa đơn được yêu thích (Soul/R&B) và Giải thưởng âm nhạc Soul Train cho Đĩa đơn R&B/Soul xuất sắc nhất - Nam vào năm 1993.
Video ca nhạc của "Remember the Time" được đạo diễn bởi John Singleton với bối cảnh được diễn ra ở thời kỳ Ai Cập cổ đại với sự tham gia diễn xuất của Eddie Murphy, Iman, Magic Johnson và Tom "Tiny" Lister. Nó được quảng bá như là một "thước phim ngắn" và là một trong những video có kinh phí cao nhất mọi thời đại. Bài hát đã không xuất hiện trong danh sách trình diễn cho chuyến lưu diễn Dangerous World Tour, mặc dù nó đã được luyện tập từ trước với ý tưởng như video ca nhạc. Nó chỉ được trình diễn một lần duy nhất tại Giải thưởng âm nhạc Soul Train năm 1993, trong đó Jackson chỉ ngồi trên ghế để trình diễn do một chấn thương ở chân của ông lúc bấy giờ, và được hỗ trợ bởi các vũ công.

## Danh sách bài hát
Đĩa đơn quảng bá ở Anh quốc
1. "Remember the Time" – 3:59
2. "Remember the Time" (Silky Soul 7") – 4:18
3. "Remember the Time" (New Jack Main Mix) – 6:50
4. "Come Together" – 5:27

Đĩa đơn quảng bá ở Mỹ
1. "Remember the Time" (Silky Soul 7") – 4:18
2. "Remember the Time" (New Jack Radio Mix) – 4:00
3. "Remember the Time" (12" Main Mix) – 4:37
4. "Remember the Time" (E-Smoove's Late Nite Mix) – 7:14
5. "Remember the Time" (Maurice's Underground) – 7:29
6. "Black or White" (The Clivillés & Cole Radio Mix) – 3:33
7. "Black or White" (House with Guitar Radio Mix) – 3:53
8. "Black or White" (The Clivillés & Cole House/Club Mix) – 7:33
9. "Black or White" (The Underground Club Mix) – 7:30

Đĩa đơn Visionary
- CD

1. "Remember the Time" (7" Main Mix) - 4:01
2. "Remember the Time" (New Jack Jazz Mix) - 5:10

- DVD

1. "Remember the Time" (video ca nhạc) - 9:17

## Danh sách các bản phối chính thức
- Bản album – 3:59
- 12" Main Mix – 4:47
- 7" Main Mix – 4:01 – chỉ được phát hành trên đĩa đơn Visionary.
- A Cappella – 3:35
- New Jack Radio Mix – 4:06
- New Jack Main Mix – 6:50
- New Jack Jazz (21) – 5:06
- Silky Soul 12" Mix
- Silky Soul 7" – 4:07
- Silky Soul Dub
- E-Smoove's Late Nite Mix
- E-Smoove's Late Nite Dub
- Maurice's Underground
- Mo-Mo's Instrumental
- E Smoove's Early Morning Vocal Groove
- E Smoove's Nite Classic Club phối lại
- Underground Hip Hop Vocal

## Xếp hạng
| Bảng xếp hạng (1992)                     | Vị trí cao nhất |
| ---------------------------------------- | --------------- |
| Úc (ARIA)                                | 6               |
| Áo (Ö3 Austria Top 40)                   | 16              |
| Bỉ (Ultratop 50 Flanders)                | 2               |
| Canada (The Record)                      | 5               |
| Canada (RPM)                             | 2               |
| Canada Adult Contemporary (RPM)          | 5               |
| Canada Dance/Urban (RPM)                 | 1               |
| Châu Âu (European Hot 100 Singles)       | 3               |
| Pháp (SNEP)                              | 5               |
| Đức (Official German Charts)             | 8               |
| Ireland (IRMA)                           | 3               |
| Ý (FIMI)                                 | 6               |
| Hà Lan (Dutch Top 40)                    | 3               |
| Hà Lan (Single Top 100)                  | 4               |
| New Zealand (Recorded Music NZ)          | 1               |
| Na Uy (VG-lista)                         | 10              |
| Thụy Điển (Sverigetopplistan)            | 8               |
| Thụy Sĩ (Schweizer Hitparade)            | 4               |
| Anh Quốc (OCC)                           | 3               |
| Hoa Kỳ Billboard Hot 100                 | 3               |
| Hoa Kỳ Adult Contemporary (Billboard)    | 15              |
| Hoa Kỳ Dance Club Songs (Billboard)      | 2               |
| Hoa Kỳ Hot R&B/Hip-Hop Songs (Billboard) | 1               |
| Bảng xếp hạng (2006)                     | Vị trí cao nhất |
| Tây Ban Nha (PROMUSICAE)                 | 2               |
| Bảng xếp hạng (2009)                     | Vị trí cao nhất |
| Hoa Kỳ Digital Songs (Billboard)         | 35              |

| Bảng xếp hạng (1992)                 | Vị trí |
| ------------------------------------ | ------ |
| Australia (ARIA)                     | 80     |
| Belgium (Ultratop 50 Flanders)       | 36     |
| Canada (RPM)                         | 24     |
| Canada Adult Contemporary (RPM)      | 56     |
| Europe (European Hot 100 Singles)    | 29     |
| Germany (Official German Charts)     | 62     |
| Italy (FIMI)                         | 52     |
| Netherlands (Dutch Top 40)           | 57     |
| Netherlands (Single Top 100)         | 27     |
| New Zealand (Recorded Music NZ)      | 30     |
| Switzerland (Schweizer Hitparade)    | 31     |
| UK Singles (Official Charts Company) | 62     |
| US Billboard Hot 100                 | 19     |
| US Hot R&B/Hip-Hop Songs (Billboard) | 18     |
| US Dance Club Songs (Billboard)      | 43     |

## Chứng nhận
| Quốc gia                                                                           | Chứng nhận | Số đơn vị/doanh số chứng nhận |
| ---------------------------------------------------------------------------------- | ---------- | ----------------------------- |
| Úc (ARIA)                                                                          | Vàng       | 35.000^                       |
| Hoa Kỳ (RIAA)                                                                      | Vàng       | 500,000^                      |
| * Chứng nhận dựa theo doanh số tiêu thụ. ^ Chứng nhận dựa theo doanh số nhập hàng. |            |                               |